# Spontán maghasadás
A spontán maghasadás vagy spontán hasadás a nagyon nehéz izotópok egyik radioaktív bomlási formája. Elméletileg bármely olyan elem atommagjánál felléphet, amelynek tömegszáma eléri a 100-at, azaz a periódusos rendszerben a ruténium környékén található. A gyakorlatban azonban a spontán maghasadás energetikailag csak 230-as tömegszám felett valósul meg (a tórium környéki elemektől kezdve). A spontán maghasadásra leghajlamosabb elemek a nagy rendszámú aktinoidák, mint a mendelévium vagy laurencium, valamint a transzaktinoidák, például a raderfordium.
Spontán maghasadás az urán és a tórium esetén is bekövetkezik, de csak a radioaktív bomlások nagyon kis részében, és ezért általában elhanyagolható. A spontán maghasadás létrejöttének matematikai feltétele közelítőleg:
{\displaystyle {\hbox{Z}}^{2}/{\hbox{A}}\geq 45.}[forrás?]
ahol Z a rendszám és A a tömegszám.
Mint ahogy a név is jelzi, a spontán maghasadás eredménye ugyanaz, mint az indukált maghasadásé. A különbség az, hogy a spontán maghasadás – a radioaktivitás más formáihoz hasonlóan – a kvantummechanikai alagúteffektus révén következik be, anélkül, hogy az atommag neutronnal vagy más részecskével ütközne, mint ahogy az az indukált bomlásnál történik. Mint minden maghasadásnál, a spontán maghasadásnál is neutronok keletkeznek, ezért ha kritikus tömegű anyag van jelen, akkor a spontán maghasadás láncreakciót indíthat el. Azok a radioizotópok, amelyeknél a spontán maghasadás aránya nem elhanyagolható, neutronforrásként is használhatók; erre a célra gyakran alkalmazzák a kalifornium-252-t (felezési ideje 2,645 év, a spontán maghasadás aránya 3,09%). A neutronsugárzás felhasználható repülőtéri csomagellenőrzésnél rejtett robbanóanyagok kimutatására, az építő- és útépítőiparban a talaj nedvességtartalmának mérésére, silókban tárolt anyagok nedvességtartalmának meghatározására és más egyéb célokra.
Feltételezve, hogy a hasadások során a spontán maghasadásra képes atommagok száma csak elhanyagolható mértékben csökken, Poisson-folyamatról van szó: nagyon rövid időtartamokat tekintve a spontán maghasadás valószínűsége arányos az időtartam hosszával.
Az urán-238 spontán hasadása során keletkező hasadási termékek lefékeződésük közben roncsolják az urántartalmú ásványok kristályszerkezetét. Ezek a hasadási nyomok felhasználhatók radiometrikus kormeghatározásra.

## Spontán maghasadások aránya
Spontán maghasadások aránya:
| Nuklid | Felezési idő | Hasadási valószínűség bomlásonként | Hasadásonkénti neutronok | Neutron per g anyag |
| ------ | ------------ | ---------------------------------- | ------------------------ | ------------------- |
| 235U   | 7,04·108 év  | 7,0·10−11                          | 1,86                     | 1,0·10−5            |
| 238U   | 4,47·109 év  | 5,4·10−7                           | 2,07                     | 0,0136              |
| 239Pu  | 2,41·104év   | 4,4·10−12                          | 2,16                     | 2,2·10−2            |
| 240Pu  | 6569 év      | 5,0·10−8                           | 2,21                     | 920                 |
| 252Cf  | 2,638 év     | 3,09·10−2                          | 3,73                     | 2,3·1012            |

A gyakorlatban a  239Pu mindig tartalmaz bizonyos mennyiségű 240Pu-et, mivel előállítása során a 239Pu hajlamos egy további neutront elnyelni. A 240Pu nagy spontán maghasadási gyakorisága miatt nem kívánt szennyezőnek minősül. A fegyver minőségű plutónium 240Pu-tartalma nem haladja meg a 7,0%-ot.
A ritkán használt ágyú típusú atombombánál van egy körülbelül egy ezredmásodperces kritikus időtartam, amíg a kritikus tömeg létrejön, ezalatt maghasadásnak csak kis valószínűséggel szabad bekövetkeznie. Emiatt az ilyen típusú bombához csak 235U használható. Csaknem minden más atombombában valamilyen implóziós módszert használnak.
Sokkal gyorsabban végbemehet spontán maghasadás, ha az atommag szuperdeformált állapotba kerül.

## Felfedezése
Az elsőként felfedezett maghasadási folyamat a neutronok hatására bekövetkező hasadás volt. Mivel a kozmikus sugárzás is kelt neutronokat, nehéz volt különbséget tenni az indukált és a spontán maghasadások között. A kozmikus sugárzás jól leárnyékolható nagy rétegvastagságú kőzettel vagy vízzel. A spontán maghasadást 1940-ben Georgij Nyikolajevics Fljorov és Konsztantyin Antonovics Petrzsak szovjet fizikusok azonosították. A moszkvai metró Dinamo állomásán, 60 méterrel a földfelszín alatt vizsgáltak uránt.

## Fordítás
Ez a szócikk részben vagy egészben a Spontaneous fission című angol Wikipédia-szócikk ezen változatának fordításán alapul.  Az eredeti cikk szerkesztőit annak laptörténete sorolja fel. Ez a jelzés csupán a megfogalmazás eredetét és a szerzői jogokat jelzi, nem szolgál a cikkben szereplő információk forrásmegjelöléseként.

## Külső hivatkozások
- The LIVEChart of Nuclides - IAEA  with filter on spontaneous fission decay, in Java  or HTML